# Stictoptera dispar
Stictoptera dispar är en fjärilsart som beskrevs av Swinhoe 1917. Stictoptera dispar ingår i släktet Stictoptera och familjen nattflyn. Inga underarter finns listade i Catalogue of Life.